# Sociedad posindustrial

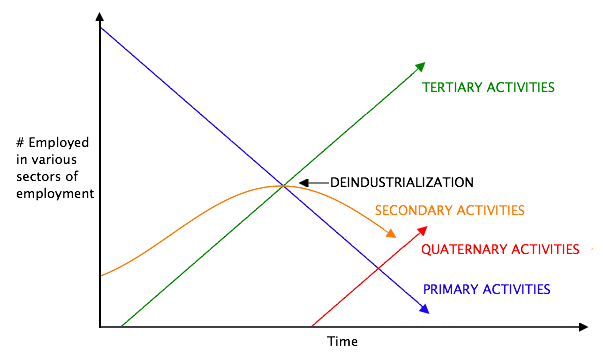
Modelo de sectores económicos de Colin Clark (inglés).

En sociología, la sociedad posindustrial es el estado de desarrollo de una sociedad en la que el sector servicios genera más riqueza que el sector industrial de la economía.
El de "sociedad posindustrial" es un concepto introducido por varios teóricos de la sociología y la economía —entre ellos los estadounidenses Daniel Bell, John Kenneth Galbraith y el francés Alain Touraine— para describir el estado alcanzado por algunas sociedades desarrolladas en su sistema social y económico que habría evolucionado según unos cambios específicos en su estructura y que corresponden a un estado de desarrollo posterior al proceso de industrialización clásico de la Revolución industrial. En la sociedad posindustrial se habría producido una transición económica, que reestructuraría la sociedad entera, pasando de una economía industrial a otra de servicios, basado específicamente en el desarrollo técnico y la investigación científica, la educación y las tecnologías de la información y la comunicación que habrían transformado las anteriores formas de reproducción social y dominación entre clases sociales propias de la industrialización.

## Características o rasgos de la sociedad posindustrial
Algunos rasgos de las sociedades posindustriales son:
- Un rápido aumento del sector servicios, en comparación con el sector industrial.
- Un considerable aumento de las tecnologías de la información, que lleva a la constitución del concepto de la "era de la información".
- La información, el conocimiento y la creatividad son las nuevas materias primas de la economía, pudiéndose hablar de la revolución de la información.
- En demografía se produce una revolución reproductiva —finalizada la transición demográfica y la segunda transición demográfica— caracterizada por una mayor longevidad, disminución de la natalidad y mortalidad como consecuencia de una mayor eficiencia reproductiva que reduce el trabajo reproductivo.[3][4]

## Desarrollo del concepto
El término sociedad posindustrial fue acuñado por las obras de al menos dos autores que publicaron sus obras a finales de los años sesenta y comienzos de los años setenta del siglo XX: Alain Touraine (La societé post-industrielle, 1969) y Daniel Bell (The Coming of Post-Industrial Society, 1973 —traducida en español como El advenimiento de la sociedad postindustrial. Un intento de prognosis social—).
En concreto, este último realizó una serie de observaciones:
- Una sociedad posindustrial es aquella donde la mayoría de los empleados no están implicados en la producción de mercancías materiales.

- Lo que caracteriza a la sociedad posindustrial no es solo el cambio en la naturaleza del poder [el cual ya no surge de la propiedad o de la administración política, sino de la posesión del conocimiento (sociedad del conocimiento, Peter Drucker)], sino que también presupone un cambio en la naturaleza misma del conocimiento.

## Ejemplos de sociedades postindustriales
Se incluyen como sociedades postindustriales a las de Estados Unidos, Europa Occidental (Francia, España, Alemania, Reino Unido, etc.), Japón, Australia, etc. El periodo posindustrial no comenzaría hasta después de la Segunda Guerra Mundial, o más bien finales de los años cincuenta, de acuerdo con la mayor parte de los sociólogos (Inozemtsev).